# Servicio de Rentas Internas
función principal es la administración de los impuestos, a partir de una base de datos de contribuyentes. Fue creado sobre la base de la antigua Dirección General de Rentas. Su director es Francisco Briones.

## Funciones, atribuciones y obligaciones
Las facultades del SRI frente a los tributos internos:
- Difundir al contribuyente respecto de sus obligaciones tributarias.
- Preparar estudios de reforma a la legislación tributaria.
- Aplicar sanciones.

Ley n.º 41, art. 2
1. Ejecutar la política tributaria aprobada por el presidente de la república;
2. Efectuar la determinación, recaudación y control de los tributos internos del Estado y de aquellos cuya administración no esté expresamente asignada por ley a otra autoridad;
3. Preparar estudios respecto de reformas a la legislación tributaria;
4. Conocer y resolver las peticiones, reclamos, recursos y absolver las consultas que se propongan, de conformidad con la ley;
5. Emitir y anular títulos de crédito, notas de crédito y órdenes de cobro;
6. Imponer sanciones de conformidad con la ley;
7. Establecer y mantener el sistema estadístico tributario nacional;
8. Efectuar la cesión a título oneroso, de la cartera de títulos de crédito en forma total o parcial, previa autorización del Directorio y con sujeción a la ley;
9. solicitar a los contribuyentes o a quien los represente cualquier tipo de documentación o información vinculada con la determinación de sus obligaciones tributarias o de terceros, así como para la verificación de actos de determinación tributaria, conforme con la ley;
10. las demás que le asignen las leyes.

Los recursos que aportan los ciudadanos en forma de tributos financian las obras y proyectos administrados por el gobierno, asegurando en la igualdad, la equidad y la redistribución de la riqueza. 
A través del pago de impuestos, los ecuatorianos se convierten en dueños de su futuro, porque están invirtiendo en un desarrollo económico y social planificado e igualitario.

## Facultades de la Administración tributaria
La Administración tributaria tiene 4 facultades, las cuales son enumeradas y explicadas desde el artículo 67 hasta el artículo 71 del Código Tributario:
1. determinadora
2. resolución de reclamos y recursos del sujeto pasivo
3. sancionadora
4. recaudadora

Facultad determinadora. Tiene por objeto establecer el hecho generador, el sujeto obligado, la base imponible y la cuantía del tributo. 
Facultad resolutiva. Las autoridades determinadas por ley están en la obligación a realizar las contestaciones pertinentes a las consultas, peticiones o reclamos que hayan sido realizadas por los contribuyentes en los plazos correspondientes.
Facultad sancionadora. Se impondrá las respectivas sanciones por medio de las resoluciones emitidas por la autoridad competente en los casos y en la medida previstas en la ley.
Facultad recaudadora. Existen dos formas para recaudar los tributos:
- por medio de los agentes de retención;
- por medio de los sistemas o formas que la ley establezca para cada tributo.

## Directores del Servicio de Rentas Internas
La autoridad de rentas nacionales funcionaba como una dirección del Ministerio de Economía hasta la creación del Servicio de Rentas Internas en 1997.
| Director                                | Director                       | Período                                       | Designante                                   | Ref.   |
| --------------------------------------- | ------------------------------ | --------------------------------------------- | -------------------------------------------- | ------ |
| Elsa Romoleroux Chavez de Mena          | Elsa Romoleroux Chavez de Mena | 1997 - 6 de septiembre de 2004                | Fabián Alarcón                               | [ 4 ]  |
| Vicente Saavedra Alberca                | Vicente Saavedra Alberca       | 6 de septiembre de 2004 - 20 de abril de 2005 | Lucio Gutiérrez                              | [ 5 ]  |
| Elsa Romoleroux Chavez de Mena          | Elsa Romoleroux Chavez de Mena | 22 de abril de 2005 - 2 de mayo de 2006       | Alfredo Palacio                              | [ 6 ]  |
| Alberto Cárdenas Dávalos                | Alberto Cárdenas Dávalos       | 2 de mayo de 2006 - 15 de enero de 2007       | Alfredo Palacio                              | [ 7 ]  |
|                                         | Carlos Marx Carrasco Vicuña    | 16 de enero de 2007 - 13 de marzo de 2014     | Rafael Correa                                | [ 8 ]  |
| Ximena Amoroso Iñiguez                  | Ximena Amoroso Iñiguez         | 13 de marzo de 2014 - 15 de febrero de 2016   | Rafael Correa                                | [ 9 ]  |
|                                         | Leonardo Orlando Arteaga       | 3 de marzo de 2016 - 24 de mayo de 2017       | Rafael Correa                                | [ 10 ] |
| 24 de mayo de 2017 - 23 de mayo de 2018 | Leonardo Orlando Arteaga       | Lenín Moreno                                  | [ 10 ]                                       |        |
|                                         | Marisol Andrade Hernández      | Lenín Moreno                                  | 23 de mayo de 2018 - 24 de mayo de 2021      | [ 11 ] |
| 23 de mayo de 2018 - 31 de mayo de 2022 | Marisol Andrade Hernández      | Guillermo Lasso                               | [ 12 ]                                       |        |
|                                         | Francisco Briones Rugel        | Guillermo Lasso                               | 31 de mayo de 2022 - 23 de noviembre de 2023 | [ 13 ] |
|                                         | Damián Larco Guamán            | 23 de noviembre de 2023-presente              | Daniel Noboa                                 | [ 14 ] |